# Schmale Häuser in Berlin
Der Artikel beschreibt schmale in einer geschlossenen Straßenfront befindliche Häuser mit einer Baubreite von unter neun Metern in Berlin (Stand: 2020er Jahre). Es werden sowohl existierende als auch nicht mehr vorhandene Gebäude (jeweils geordnet nach ihrer Breite) erfasst.

## Existierende Häuser

### Überblick
Bei den Recherchen zu dieser Thematik wurden in einer Bauzeile aufgefundene Gebäude zusammengestellt, die es in den zwölf Berliner Bezirken gibt. Nicht berücksichtigt wurden Solitärbauten. Die Reihenfolge der Häuser nach ihrer Straßenbreite auf Straßenniveau und im jeweiligen Kiez beträgt:

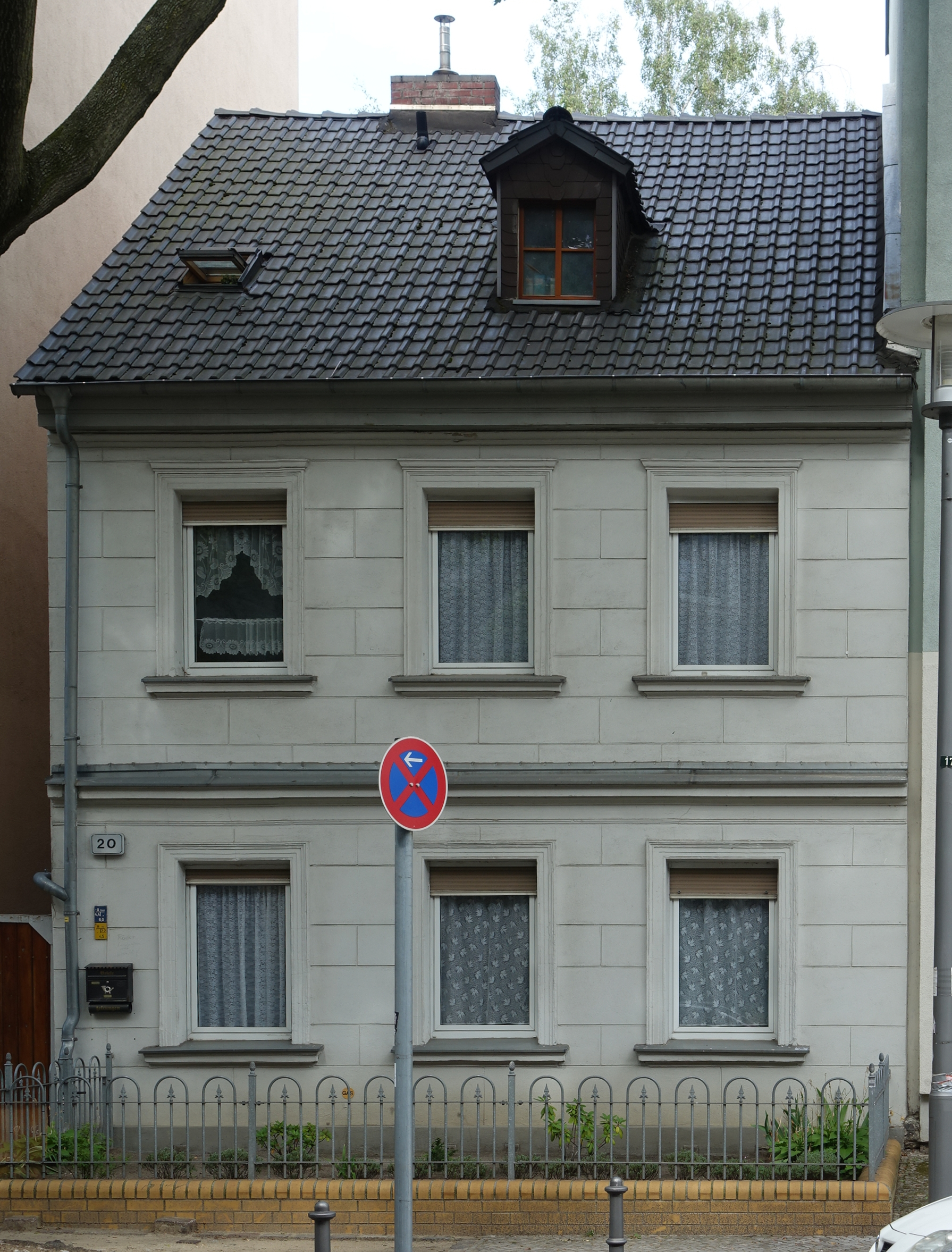
Spittastraße 20,
ca. 6 m breit

- Bürohaus Kurfürstendamm 70 in Charlottenburg
 Baubreite 3,05 m (Lage)
- Wohnhaus, Rungestraße 10 in Mitte
 Baubreite 3,50 m (Lage)
- Propststraße in Mitte, mehrere Gebäude
Baubreiten zwischen 3,50 und 5,30 Meter (Lage)
- Wohnhaus mit Laden, Oranienstraße 46 in Kreuzberg, Baudenkmal[2]
Baubreite 5 m[3] (Lage)
- Wohnhaus mit Laden, Müllerstraße 156d in Wedding
Baubreite 5,20 m (Lage)
- Wohnhaus mit Laden, Wilmersdorfer Straße 24 in Charlottenburg
Baubreite 5,30 m (Lage)
- Wohnhaus mit Laden, Spandauer Straße 25  im Nikolaiviertel, 3-achsig und ca. 5,80 m breit
- Wohn- und Bürohäuser Fischerstraße 26 und 35 in Spandau
Baubreite Nr. 26: 6 m, Baudenkmal[4] (Lage)
Baubreite Nr. 35: bei drei Achsen: ca. 7,30 m; verbreitert sich auf der Hofseite auf rund 8,50 m (Lage)
- 5 Wohnhäuser in der Spittastraße im Kaskelkiez (Berlin-Rummelsburg), zwischen 5,80 und 8,90 Meter breit bzw. 2-, 3- und 4-achsig. Das sind die Häuser mit den Hausnummern 20, 18, 27 und 27a.
- Wohnhaus in der Straße Kietz, Berlin-Köpenick ca. 6,80 m breit, 3-achsig und dreigeschossig: Haus Nr. 17
- Drei Wohnhäuser in der Bölschestraße in Berlin-Friedrichshagen, zwischen 7,20 und 7,90 Meter breit, jeweils 3-achsig. Das sind die Häuser mit den Nummern 54, 55 und 101, alle sind gelistete Baudenkmale.

### Kurfürstendamm 70

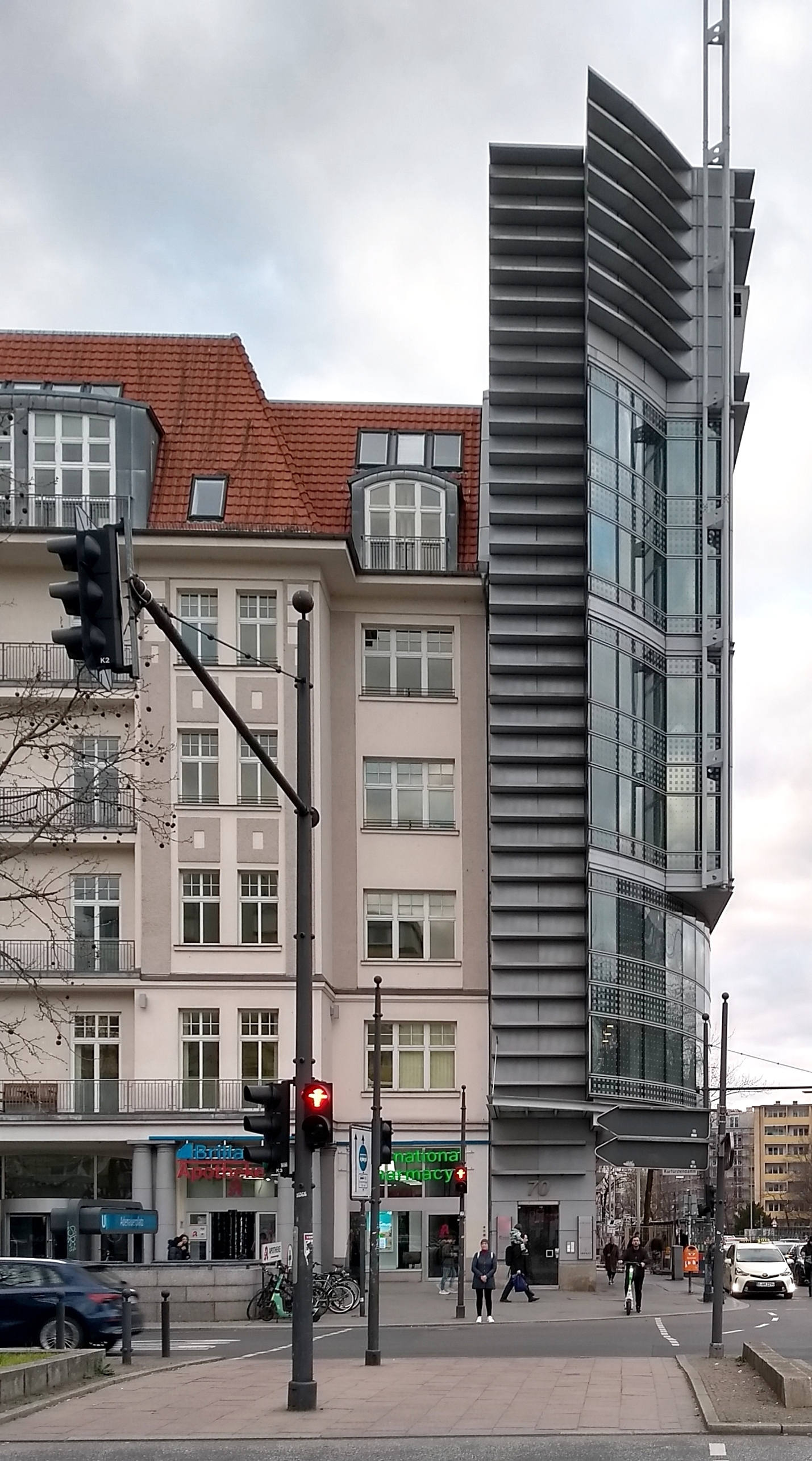
Handtuchhaus, Kurfürstendamm 70

Das schmalste Bürogebäude Berlins steht im Ortsteil Charlottenburg am Kurfürstendamm 70, Nähe Adenauerplatz. Es wurde 1992–1994 vom Architekten Helmut Jahn (Murphy/Jahn Architects) auf einem Baugrundstück mit einer Flächentiefe von 2,50 m zzgl. eines ein Meter breiten Streifens vom eigentlichen Fußweg geplant und errichtet. Die Baubreite beträgt nach eigenen Messungen 3,05 m. Die Restbaufläche, die nach der Anlage der Lewishamstraße als unbebaubar galt, wurde somit optimal genutzt. Die Grundfläche des Gebäudes im tragenden Erdgeschoss beträgt 700 m², mit Hinzurechnung des Überhangs von ca. 5 m über dem Fußweg der Lewishamstraße ergeben sich für die Etagen 1 bis 6 Nutzflächen von je zirka 1300 m².
Inoffiziell heißt das sechsetagige Haus mit einer Stahl-Glas-Fassade wegen seines langen schmalen Grundrisses auch das Handtuchhaus.
Die Nutzflächen resultieren aus dem langrechteckigen Grundriss, der sich zur abgerundeten Straßenecke am Kurfürstendamm mit fünf Fensterachsen zeigt. Genutzt wird jede Etage des Bürohauses von anderen Unternehmen: eine Rechtsanwaltsgesellschaft, eine Geschäftsführungsgesellschaft, eine Kanzlei für Verkehrsrecht, ein Immobilienmakler und die Volland Unternehmensgruppe.

### Rungestraße 10

#### Geschichte
Die Straße nahe am Köllnischen Park, anfangs Wassergasse, wurde durch den Grundstückseigentümer Zimmermeister Gustav Adolf Ludwig Schultz nach und nach in den 1880er Jahren mit Wohnhäusern bebaut; seine Werkstatt befand sich an der Ecke Brückenstraße 13a. Außerdem besaß er weitere Häuser in der Brückenstraße sowie eine Baubedarfsfabrik in Berlin-Schöneweide. Einige Wohnbauten verkaufte Schultz und dann auch schmale Streifen Bauland in der Quergasse, um die Zufahrt zu den hinteren Höfen zu ermöglichen. Einer der Käufer, Salomon Löwenthal, ließ 1889/1890 direkt über seiner Zufahrt auf einer Länge von 15 m ein kleines Wohngebäude errichten, welches die Adresse Wassergasse 10 erhielt. Die Durchfahrt nimmt die ganze Baubreite ein, darüber entstanden vier kleine Zimmer, die über eine sehr steile und schmale Treppe von der Durchfahrt erreicht werden konnten. Das kleinste Zimmer weist nur eine Nutzbreite von 1,50 m auf.
In den Berliner Adressbüchern endet die Wassergasse seit 1894 regelmäßig mit der Hausnummer 5. Die Häuser 6 bis 11 erhielten 1893 die neue Anschrift Rungestraße, die ursprüngliche Hausnummernzählung wurde jedoch beibehalten. Die Bewohner des Hauses Rungestraße Nr. 10 erschienen ab den 1910er Jahren meist unter ‚Brückenstraße 13‘. Das Häuschen überstand den Krieg und die folgenden Jahrzehnte bis heute, zeigt allerdings an mehreren Stellen deutliche Setzungsrisse.
In den 1970er Jahren wurde die Immobilie zwangsenteignet. Seit dem Mauerfall ist das Haus nicht mehr bewohnt und verfällt.
Die Wohnungsbaugesellschaft Mitte, seit 1990 als Verwalterin eingesetzt, hat die Zugänge um das Jahr 1998 verschlossen. Im Jahr 1994 erfolgte eine Reprivatisierung, der jetzige Eigentümer, Sohn des Besitzers aus den 1920er Jahren hat jedoch keine Verwendung für das Handtuch und lässt es seitdem verfallen. Ein Abriss droht.
Auf der Rückseite der Rungestraße wurde nach 1990 ein zusätzlicher Wohnungsbau hochgezogen, der die Hausnummer 10 aufnimmt und nur über den Durchgang dieses Hauses erreicht wird.

#### Beschreibung

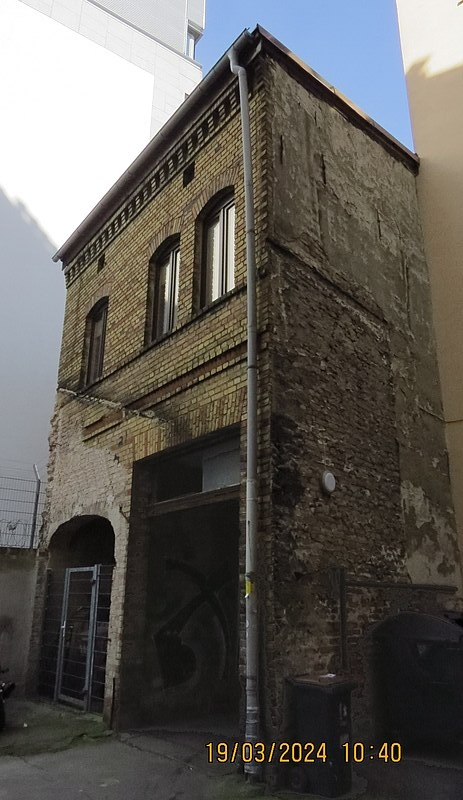
Rungestraße 10, Hofansicht

Im Ortsteil Mitte in der Rungestraße steht ein zweiachsiges zweistöckiges Wohnhäuschen, das an der Straßenfront nur 3,50 m breit ist. Der leicht trapezförmige Grundriss führt dazu, dass es zur Hofseite hin etwas breiter ist und drei Fensterachsen entstehen konnten. Das statistische Landesamt Berlin führt das Gebäude als offiziellen Rekord für das schmalste Haus in der Stadt.
Der Zugang zum oberen Stockwerk erfolgt über eine schmale steile Treppe von der Durchfahrt aus. Die entsprechende Eingangstür ist im Original erhalten.
Richtung Hof sind dahinter weitere zwei mit Stahlblech ausgeführte etwas niedrigere Türen zu einem späteren Zeitpunkt eingebaut worden, sie erschließen zwei ebenerdige kleine Räume. Die wohl ursprünglich stuckverzierte straßenseitige Fassade wurde in den 1950er Jahren mit einem grauen Glattputz versehen, der allerdings großflächig abbröckelt und dahinter recycelte Ziegelsteine zu sehen sind. Die Hofseite ist im Stil der städtischen Bauten mit roten und hellen Backsteinen als Streifenmuster oder Kreuzmuster ausgeführt. Neben der Durchfahrt befindet sich aktuell ein gemauerter Torbogen, in dem einige alte Motorräder abgestellt wurden. Am Schlussstein des Torbogens wurde das Datum „03.06.2016“ auf einer angeformten Putzfläche hinterlassen.
Ein hofseitiger Anbau (Schuppen, Lagerhalle) wurde nach 1990 abgerissen. An dieser Stelle befindet sich ein eingezäunter Bereich als Stellplatz für die Müllcontainer.

#### Nutzungen
Nacheinander zogen in die Wohnung Leute mit kleiner Familie, wenig Ansprüchen und/oder wenig Einkommen meist für kurze Zeit ein: kleine Händler, Handwerker, Arbeiter.
Nach dem Kriegsende, bis 1948 nutzte zuerst ein Handwerksbetrieb die schmale Immobilie; nach der Enteignung in den späten 1960er Jahren mietete sich eine Malerfirma ein. Nach dem Mauerfall, zwischen Ende 1989 und 1993 diente das Haus Kindern als Abenteuerspielplatz (Räuberhöhle). Im Jahr 2024 steht es leer.

### Oranienstraße 46

#### Geschichte und Beschreibung
In den 1860er Jahren begann die Neuparzellierung der Luisenstadt, auf einer kleinen Restfläche hatte Konditormeister Eduard Felix Kühn einen kleinen Imbiss (Schmalzkuchenbude) betrieben. Er kaufte für 2000 Reichstaler schließlich das Grundstück und ließ sich darauf vom Maurermeister E. Freemark und dem Zimmermeister Ullmann ein dreietagiges Wohnhaus mit einer Nutzfläche von 140 Quadratmetern errichten, 5 Meter Straßenfront und 25 Meter in die Hoftiefe. Die folgenden Jahrhunderte einschließlich der Kriege überstand das im Nach-Schinkel-Stil ausgeführte Gebäude, es wurde aber mehrfach an andere Eigentümer weitergereicht.
Erst nach dem Mauerfall ließ der Besitzer die Immobilie sanieren und vermietete sie an die PDS-Partei; der Vertrag endete jedoch im Jahr 2004. In der Zwischenzeit fand eine Zwangsversteigerung statt, bei welcher der Physiker Ralf Hemmen 1998 den Kaufzuschlag erhielt. In der Folge ließ er alles denkmalgerecht sanieren, zog selbst hier ein und vermietet seitdem die übrigen Räume. Ein vorab aufgenommener persönlicher Kontakt mit der Witwe des letzten Eigentümers zu einem direkten Kauf war nicht erfolgreich, weil diese als Kaufbedingung gefordert hatte, Hemmen solle die Gemäldesammlung ihres Mannes mitkaufen, was er nicht wollte.
Jedes der drei Stockwerke besteht nur aus einem etwa 32 Quadratmeter großen Raum und einer kleinen Kammer/einem Verschlag, die/der als Küche oder kleiner Sanitärraum dient.

#### Nutzungen
In den unteren Räumen wurde 1881 ein Restaurant eröffnet, im Jahr 1895 mietete sich ein Damenmäntelhersteller bei dem Eigentümer ein. 1899 zog eine Schokoladenhandlung ein, 1907 ein Hutfabrikant. Nach dem Zweiten Weltkrieg entstand ab 1950 ein Füllfederhaltergeschäft darin.
Per Stand Frühjahr 2024 befinden sich in Kreuzbergs kleinstem Haus mehrere Büros und im Dachbereich eine Kunstgalerie. Die Galerie zeigte u. a. im Jahr 2014 (bis zum 6. Dezember) die Ausstellung On Water, die die Flucht tausender Menschen über das Mittelmeer zum Inhalt hatte.

### Müllerstraße 156d

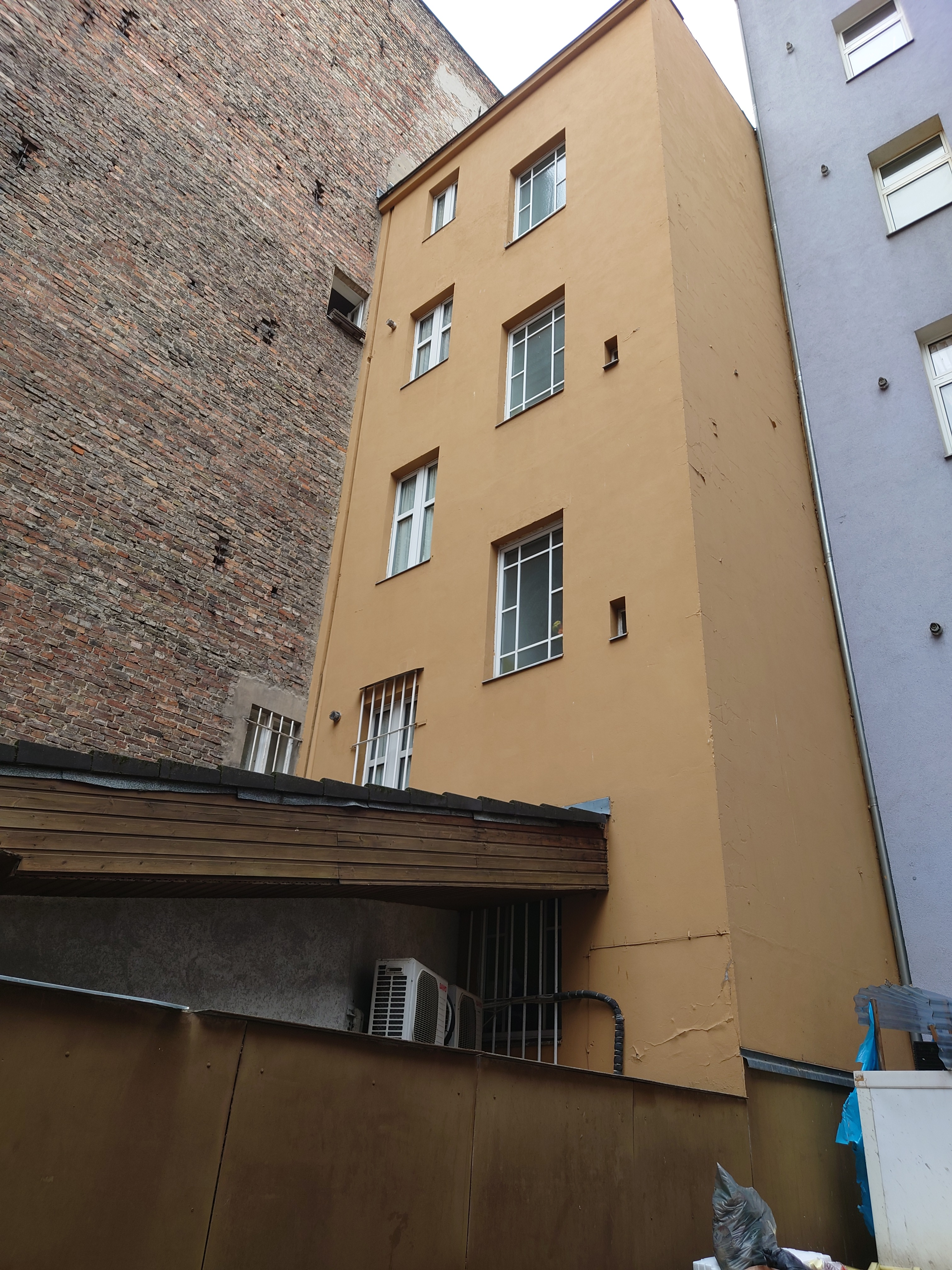
Müllerstraße 156d, Hofseite

#### Geschichte
Mit dem preußischen Erbpachtgesetz von 1855 wurden Haus- oder Grundstücksbesitzer zu Immobilieneigentümern. Zu dieser Zeit war der Bauunternehmer Schmidt als Besitzer der Grundstücke in der Müllerstraße 156 angegeben. Er ließ sie in drei etwa gleich große Bauflächen aufteilen (a, b, c) und verkaufte sie stückweise lukrativ. Eine sehr kleine Fläche, mit ‚d‘ bezeichnet, blieb übrig. Diese Restparzelle erwarb der Premierleutnant a. D. Baron Hermann August von Oppen (* 1828), wohnhaft in Charlottenburg bei Berlin. Dieser ließ hier neben den bereits gebauten Wohnmietshäusern (156a, b, c) ein dreietagiges schmales Wohnhaus mit recht niedrigen Raumhöhen bauen und vermietete die entstandenen Wohnräume.
Zwischen 1945 und ca. 1975 sind keine baulichen Maßnahmen überliefert.
Im Jahr 1977 kaufte der italienische Eismacher Franco dal Col das Bauwerk und veranlasste hofseitig den Anbau einer Küche im Parterre. Auch er vermietet Teile der Räumlichkeiten.

#### Beschreibung
Das als sehr schmales Wohnhaus in Berlin medial bekannte Gründerzeit-Gebäude mit einfachem Fassaden-Dekor im Jugendstil steht im Berliner Ortsteil Wedding in der Müllerstraße 156d. Das im Jahr 1850 begonnene Haus erhebt sich über fünf Etagen. Die kompakten beidseitig angebauten Wohnmiethäuser, jeweils ebenfalls fünf Etagen hoch, sind wegen größerer Raumhöhen mehrere Meter höher.
Die Grundrissmaße betragen: Breite (außen) 5,20 m, 4,60–4,90 m (innen), Bautiefe: zirka 10 m (außen gemessen).
Der Zugang zu den oberen Räumen erfolgte anfangs über eine schmale Treppe vom Ladenparterre im Inneren. Seit 1936 gibt es einen gesonderten Eingang mit Treppe von der Hofseite aus. Die Hofseite ist über einen Eingang/Durchgang im Nachbarhaus (Müllerstraße 157) erreichbar.
Über das Erdgeschoss erstreckt sich ein Ladengeschäft mit eigenem straßenseitigen Eingang, in dem sich seit 1977 eine Eisdiele befindet. In den oberen Stockwerken sind Wohnungen untergebracht, die jeweils über zwei übereinanderliegende Etagen reichen. Das Bauwerk verfügt nur über zwei Achsen. Die Fläche jeder Etage beträgt rund 35 m². Die verputzte Fassade an der Müllerstraße ist in ganzer Höhe mit aquarellartigen Malereien verziert. Nicht bekannt ist, wer diesen Schmuck entworfen und aufgetragen hat, vermutlich entstand er im Zusammenhang mit Umbauarbeiten des Jahres 1936. Das Bauwerk ist mit einem Flachdach über einer niedrigen Trockenetage abgeschlossen. Die Innenräume sind reichlich mit Stuck verziert. Ursprünglich hatte das Haus Toiletten zwischen den Geschossen. Die wurden später durch einen Duschraum auf Höhe der Wohnräume ersetzt, zusammen mit einem WC und einem kleinen Handwaschbecken auf rund einem Quadratmeter Fläche.

#### Nutzungen
Ladenräume
Eine vor 1880 auf der Hofseite der Parzelle vorhandene Baumaterialienhandlung zog als erste in die Parterreräume. Als Nächstes diente der Laden einer Milchhandlung, dann einem Gastwirt, der seine Arbeitsräume im Keller einrichtete. Nach dem Tod des Erbauers und Hauseigentümers von Oppen trat ein Zigarrenfabrikant das Erbe an. Er ließ das Haus um zwei Etagen aufstocken. Im Jahr 1936 mietete ein Kaffee-Händler die Verkaufsräume, veranlasste zugleich den hofseitigen Ausbau eines gesonderten Zugangs zu den oberen Wohneinheiten.
Die Immobilie blieb bis mindestens 1970 im Besitz der Reichardtschen Erben.
Mietwohnräume
In den oberen Stockwerken wechselten sich die Mieter wie Handwerker, kleine Beamte, Arbeiter, auch ein Musikinstrumentenbauer ab.
In den 1970er Jahren gab es drei Mieter im Haus, bis seit den 2020er Jahren nur noch eine Mietpartei in dem Gebäude auf den oberen vier Etagen wohnt.

### Wilmersdorfer Straße 24

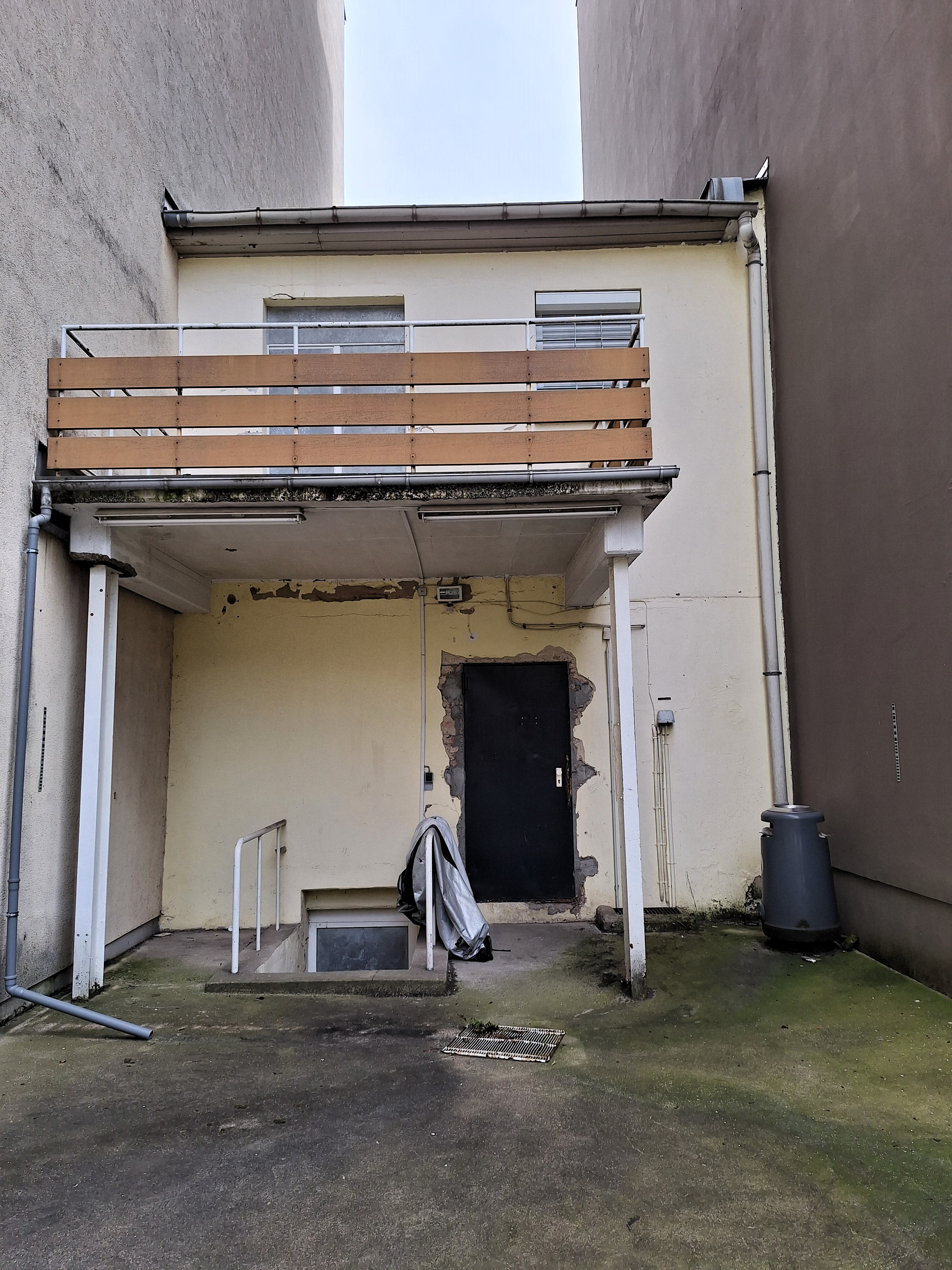
Wilmersdorfer Straße 24, Hofseite

#### Geschichte und Beschreibung
Das Gebäude im Ortsteil Charlottenburg entstand wohl zusammen mit der Wohnbebauung der bei Berlin gelegenen Stadt Charlottenburg in der ersten Hälfte des 19. Jahrhunderts. Im Zusammenhang mit der Anlage des Straßennetzes wurde auch der nach Wilmersdorf führende Verkehrsweg benannt (anfangs Willmersdorfer Straße geschrieben) und an seinen Rändern mit Wohn- und Geschäftshäusern versehen. Auch eine Schule wurde in dieser Straße errichtet.
Das Wohnhäuschen Nr. 24 wird beidseitig von weiteren etwas höheren und breiteren Gebäuden eingefasst. Darin befinden sich auf der südlichen Seite ein Getränkemarkt, auf der nördlichen Seite ein Buch-Antiquariat (Stand: Frühjahr 2024). Nach Google Earth und eigenen Messungen ist das hier abgebildete zweietagige Haus straßenseitig um 5,30 m breit. Dafür erstreckt es sich rund 38 m in die (Hof)tiefe. Auf der Hofseite wurde in früheren Jahren ein großer Balkon aufgeständert, darunter ist ein Kellerzugang zu erkennen.

#### Nutzungen
Die Straße erschien mit all ihren Bewohnern im Jahr 1870 im Berliner Adressbuch unter Straßen und Plätze in Charlottenburg. Für die Hausnummer 24 wurden sechs Bewohner genannt, niemand war jedoch als Eigentümer angegeben. Die Erdgeschossetage auf der Straßenseite diente sicherlich als Verkaufsraum oder als kleine Werkstatt. Im Adressbuch 1880 findet sich ein Schankwirt als Eigentümer, als Bewohner wurden Handwerker, ein Lehrer und ein Rentner genannt. 1890 gab es nur eine Bewohnerfamilie, den Strumpfwirker A. Goebel. Um das Jahr 1920 wurde Goebel selbst Eigentümer der Immobilie und vermietete Wohnraum an die Familie eines Fabrikarbeiters. Nach zehn Jahren gab es mit dem Radiohändler R. Krause einen neuen Eigentümer, der auch im Jahr 1943 noch immer Besitzer war, sein Geschäft hatte er in Optische Handlung umbenannt.
Etliche Jahre nach dem Krieg, 1960 etablierte sich in dem schmalen Haus ein Möbel-Handel (An- und Verkauf).
Um das Jahr 2008 gab es in dem Haus das Café Stern Play.
Ein Foto aus dem Jahr 2015 zeigt das Vorhandensein eines kleinen Imbiss- und Technikshops mit dem Namen Bismarck-Kiosk, der rund um die Uhr geöffnet war.
Aktuell (Frühjahr 2024) ist es unbewohnt/unbenutzt.

### Propststraße

#### Geschichte
Im Ergebnis der frühen Besiedlung des Berliner Stadtkerns und der Bebauung um die St. Nikolaikirche entstanden im heutigen Nikolaiviertel kleine hölzerne Wohnbauten auf geringer Grundfläche. Entlang der angelegten Straßenzüge hatten sie manchmal nur zwei oder drei Achsen, waren also zwischen 3,50 und 5,30 Meter breit. Die Bebauung mit steinernen und höheren Häusern erfolgte im Wesentlichen im 18. und 19. Jahrhundert. Die früheren Grundrisse wurden beibehalten.
In der Propststraße (auch Probststraße geschrieben) verlief die Hausnummernzählung bis zum beginnenden 19. Jahrhundert zweifach parallel: südöstliche Straßenseite 1 bis 12, nordwestliche Straßenseite (mit der Kirche) 6 bis 1.
Die Gebäude gehörten Handwerkern oder Kaufleuten oder wurden von ihren Familien bewohnt. Nur für die Kirchengemeinde gab es fünf Häuschen (Predigerhaus Nr. 7nw, 8nw (=Propstei) und Predigerhaus Nr. 1sö, 2sö, 3sö).

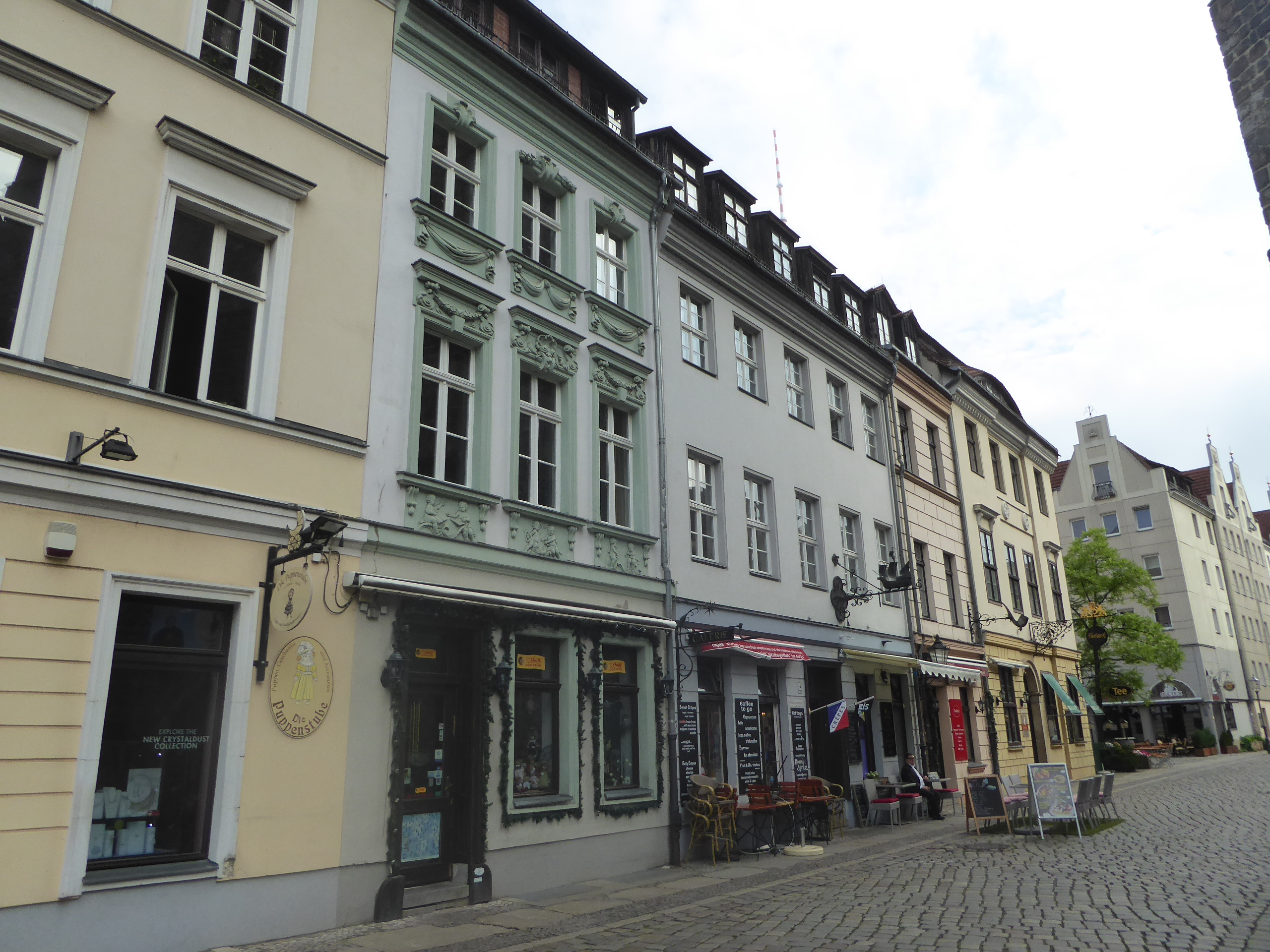
Propststraße, Südostseite
(nach Wiederaufbau)

Nach der Neubebauung in der ersten Hälfte des 19. Jahrhunderts wurde die Nummerierung in Hufeisenform geändert, auf der Südostseite befanden sich die Nummern 1 bis 13 (Spandauer Straße bis Poststraße) und auf der Nordostseite die Hausnummern 14 bis 19 (zurück). Nun wohnten in allen Häusern, die schmal aber mehrgeschossig waren, zwischen zwei und sechs Familien.
Am Ende des Zweiten Weltkriegs wurden alle Häuser rund um die Kirche infolge von Bombardements und bei den Endkämpfen stark zerstört. Nach dem Krieg wurden die Ruinen abgeräumt und die meisten Flächen eingeebnet und begrünt. Erst in den späten 1970er und Anfang der 1980er Jahre widmete sich die Ost-Berliner Verwaltung dem Wiederaufbau der gesamten Bebauung – nach Architektenentwürfen äußerlich nach den historischen Vorlagen, im Inneren jedoch modern und aus Beton geformt. Anlass war die Vorbereitung auf das Stadtjubiläum 750 Jahre Berlin.
Bei der Rekonstruktion der Bebauung erfolgte eine nochmalige Umnummerierung, aus Haus 8 wurde bspw. jetzt Haus 3.

#### Details zu den einzelnen Häusern
- Propststraße 1: Wohnhaus, 3,50 Meter breit mit trapezförmigem Grundriss, der es zur Hofseite hin etwas breiter macht. Es verfügt über drei Fensterachsen.[51]
- Propststraße 3 und 5; jeweils 5 m Straßenbreite; diese Bauten befanden sich vor der Zerstörung auf der Rückseite des Kaufhauses Israel (Königstraße 11–14a) und gehörten dem Kaufhausbesitzer.[52]
- Propststraße 7: 5 Meter breite Straßenfront; Hier befand sich in den 1910er Jahren das Vereinigte Büro der Gemeindekirchenräte von St. Nikolai und St. Marien, mit dem Bewohner W. Haendler, Superintendent und einem Portier. Eigentümer des Hauses war die Stadt Berlin.[53]
- Propststraße 8: ein vierachsiges klassizistisches Bürgerhaus[50]
- Propststraße 9 (10): Wohnhaus 5,30 Meter breit, zweiachsig; 1914 im Eigentum eines Kaufmannes mit einer Portiersfrau und sieben Mietern.

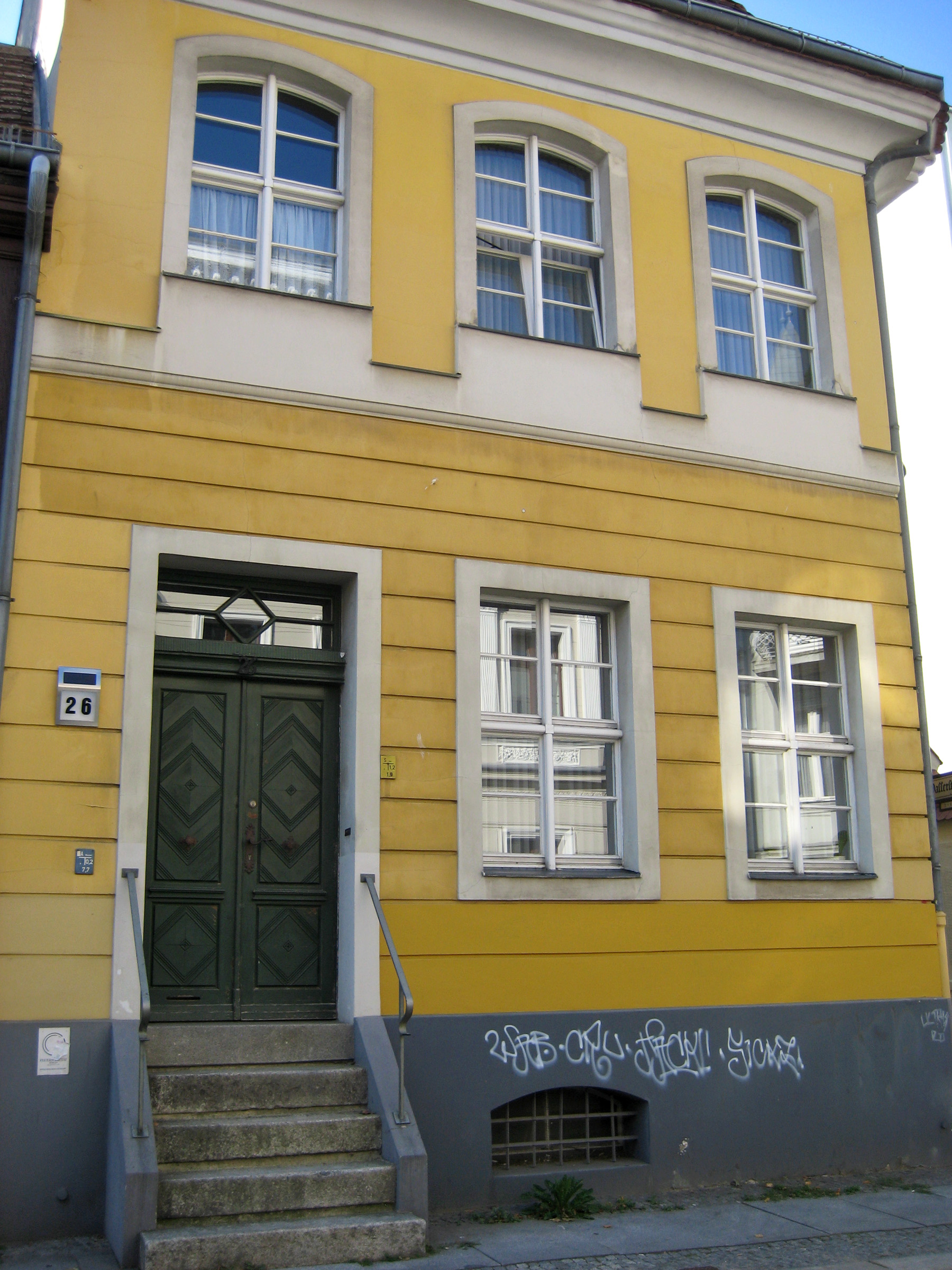
Fischerstraße 26, Haupteingang

### Fischerstraße 26 und 35

#### Geschichte und Beschreibungen
Das Haus Fischerstraße 26 in der Spandauer Altstadt ist ein Eckgebäude an der Wasserstraße 3 (an letzterer zieht sich eine längere Häuserfront entlang). Der Haupteingang befindet sich aber an der Schmalseite in der Fischerstraße, wo das Haus nur circa 6 m breit ist (siehe Bild). Es ist ein Baudenkmal aus der zweiten Hälfte des 18. Jahrhunderts im Barockstil.
Das Wohnhaus Fischerstraße 35 mit einer Baubreite von ca. 7,30 m ist offenbar kein historisch entstandenes Gebäude, sondern scheint im 20. Jahrhundert errichtet worden zu sein. Der dreiachsige Bau ist drei Etagen hoch und verfügt über ein ausgebautes Dachgeschoss.

#### Nutzungen
Im Haus Fischerstraße 26 sind sechs Mietparteien registriert.
Als Nutzer des Hauses Nr. 35 sind drei Psychotherapeuten und eine Rechtsanwaltspraxis dokumentiert.

## Nicht mehr vorhandene Häuser

### Überblick
Dazu gehören drei Gebäude:
- Am Zwirngraben 1/2 (um 1840), Baubreite 2 m (Lage)
- Müllerstraße 83 (um 1840 bis 1980er), Baubreite zirka 4 m (Lage)
- Französische Straße 50 (1890er Jahre bis 1938), Baubreite 6,50 m (Lage)

### Am Zwirngraben 1/2
Noch im 20. Jahrhundert galt ein Gebäude in Berlin-Mitte in der Straße Am Zwirngraben Nr. 1/2 mit einer Breite von zwei Metern und nur einer Fensterachse als das schmalste Wohnhaus in Berlin. In den 1840er Jahren war Commerzienrath Carl Bewohner des Hauses. Im Jahr 1940 informiert das Adressbuch unter Am Zwirngraben: Nr. 1 geh. z. Neue Promenade 1; Nr. 2 geh. z. Neue Promenade 2; (Nr. 3 geh. z. An der Spandauer Brücke 9).
Es hat die Jahrzehnte nicht überdauert. Im Jahr 2024 befindet sich hier eine Freifläche unmittelbar nördlich des S-Bahnhofs Hackescher Markt.

### Müllerstraße 83

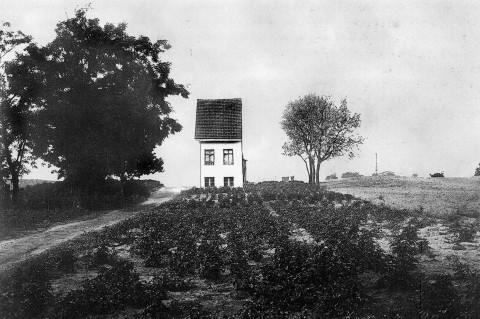
Schmales Handtuch

Bis um 1940 war ein Wohnhaus in der Müllerstraße 83 in Wedding mit zwei Achsen (siehe rechtes Bild) auch auffällig schmal. Es war im 19. Jahrhundert wohl als eines der ersten Wohnhäuser an dieser Straße gebaut worden und diente dem Gärtner des Vorwerks als Unterkunft, zunächst gab es keine Nachbarhäuser. Doch im Jahr 1885 heißt es im Adressbuch Berlins (in dem der Wedding mit der Müllerstraße erstmals aufgenommen ist) bereits: Nummer 82 und Nummer 84–87: Baustelle(n).
Eine Zeitzeugin hatte es so beschrieben: „Im Erdgeschoß lag der Stall. Um in die beiden einzigen Wohnräume zu kommen, mußten die Bewohner eine Stiege hinaufgehen.“
Das Berliner Adressbuch von 1885 weist das Häuschen im Eigentum des Kaufmanns A. Jaffé (aus der Auguststraße) aus und ein Landwirt nutzte es. 1890 trat ein Maurer als Verwalter und Bewohner auf statt eines Landwirts. 1901 war Jaffé weiterhin Eigentümer, Verwalter und Bewohner war ein Kaufmann (W. Kirx; zum Jahr 1920 war Jaffé verstorben und hatte das kleine Anwesen der Stadt Berlin vermacht; der Kaufmann durfte wohnen bleiben.
Im Jahr 1937 informiert das Adressbuch, dass die Stadt Berlin die Immobilie an einen Kohlenhändler vermietet hatte. Spätestens jedoch Anfang der 1940er Jahre wurde der Winzling abgerissen, die Parzelle mit der Nachbarfläche (Nr. 82) zusammengelegt und komplett neu bebaut. Es entstand ein mehretagiges Mietwohnhaus.

### Französische Straße 50
In der Französischen Straße in Berlin-Mitte errichtete der Architekt Hermann A. Krause in den 1890er Jahren das fünfetagige Wohn- und Geschäftshaus Jockey Club auf einem 6,50 m schmalen Baulandstreifen (aus dem Club wurde in den 1920er Jahren die Union-Bar). Gespart wurde nicht bei der Kunst am Bau: Schmuckfassade mit neogotischen und Neorenaissance-Elementen, Ziergiebel, dreietage Fensterfront. In den oberen beiden Etagen befand sich die Wohnung für den Geschäftsinhaber. Das Gebäude wurde ab 1935 zusammen mit benachbarten Häusern abgetragen, um Baufreiheit für einen Neubau der Reichskreditgesellschaft zu schaffen, der nach Plänen und unter der Bauleitung des Architekten F. A. Breuhaus entstand.